# Àhmad ibn Abd-al-Màlik Sayf-ad-Dawla
Àhmad ibn Abd-al-Màlik Sayf-ad-Dawla   (segle XI - 5 de febrer de 1146 (Gregorià)) anomenat Sayf al-Dawla  ("Espasa de la dinastia"), llatinitzat com Zafadola, va ser l'últim governant de la dinastia Banu Hud. Va governar la gropa de l'Emirat de Saraqusta des del seu castell a la Rueda de Jalón, a l'actual Espanya. Era fill d'Abd-al-Màlik ibn Àhmad Imad-ad-Dawla.
Després que la ciutat de Saragossa fos conquerida pels almoràvits el 1110, ʿAbd al-Malik i Sayf al-Dawla van fugir a Rueda per resistir els invasors. Allà van rebre l'ajuda d'Alfons el Batallador, rei del Aragó. El seu estat es va reduir a les poblacions de Rueda i Borja i el seu interior. El 1130 va morir ʿAbd al-Malik. L'any 1131 Sayf al-Dawla va enviar missatgers a la cort del rei Alfons VII de Lleó per proposar el seu homenatge a Alfons. Aquest últim va enviar una ambaixada encapçalada pel comte Rodrigo Martínez i el conseller del rei Gutierre Fernández de Castro a Rueda per fer les gestions definitives. El rei taifa i els seus fills van anar a casa d'Alfons, li van lliurar Rueda i es van convertir en els seus vassalls. Alfons al seu torn va donar Sayf al-Dawla. territori al Regne de Toledo i la tasca de defensar un sector de la frontera sud des del Almoràvits.
Sayf al-Dawla va participar en batalles amb els almoràvits a Jaén, Granada i Múrcia, i també va lluitar contra Alfons el Batallador. El 1135 va assistir a la coronació imperial d'Alfons VII a Lleó. Estava defensant la frontera sud el 1146, quan Alfons VII va enviar alguns dels seus principals cavallers: Manrique de Lara, Ponç II de Cabrera i Ermengol VI d'Urgell per assistir-lo. En una disputa amb els cristians, Sayf al-Dawla va ser assassinat durant la Batalla d'al-Lujj, prop de Chinchilla de Montearagón.